# Tiiu Kirsipuu

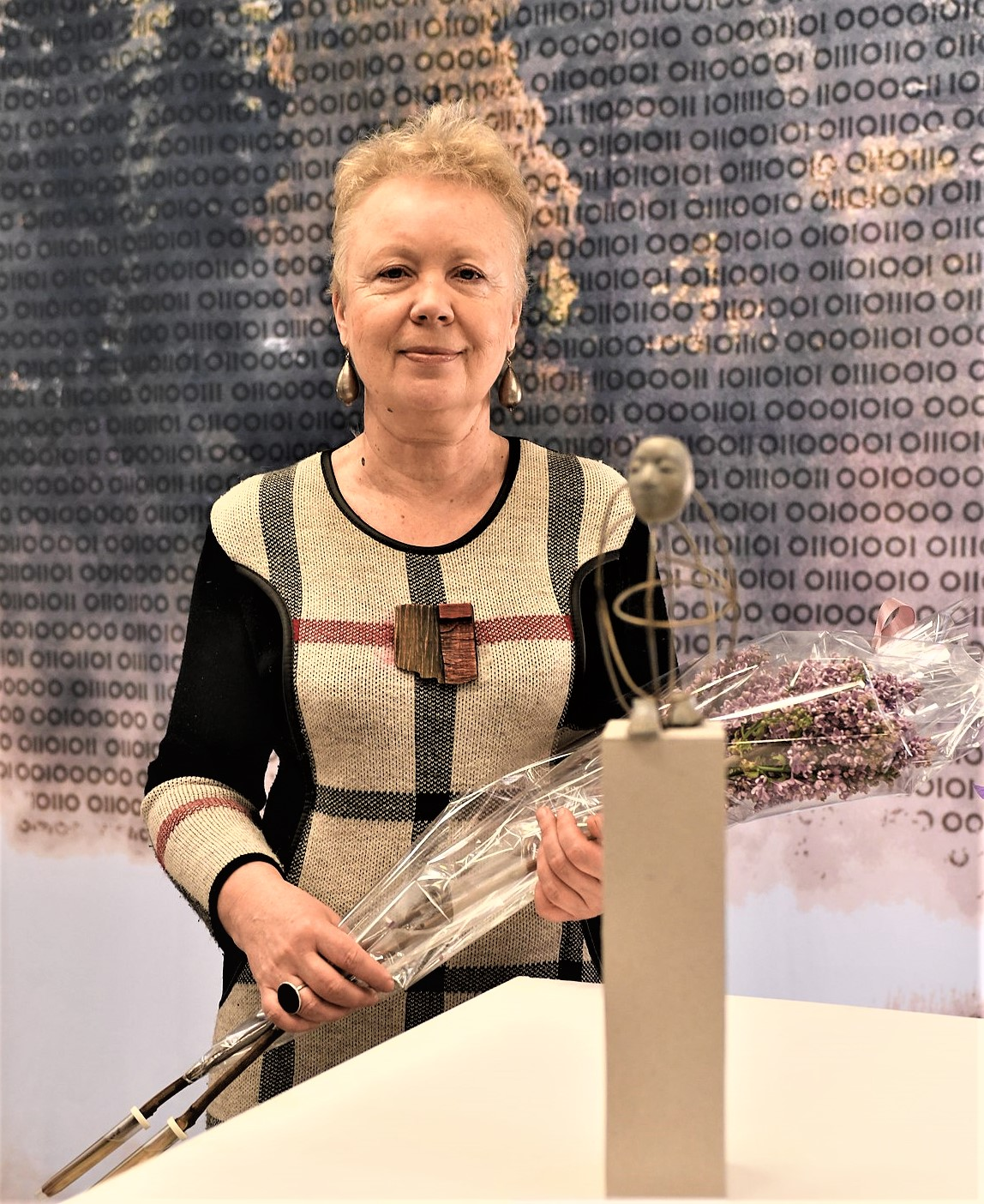
Tiiu Kirsipuu 2020

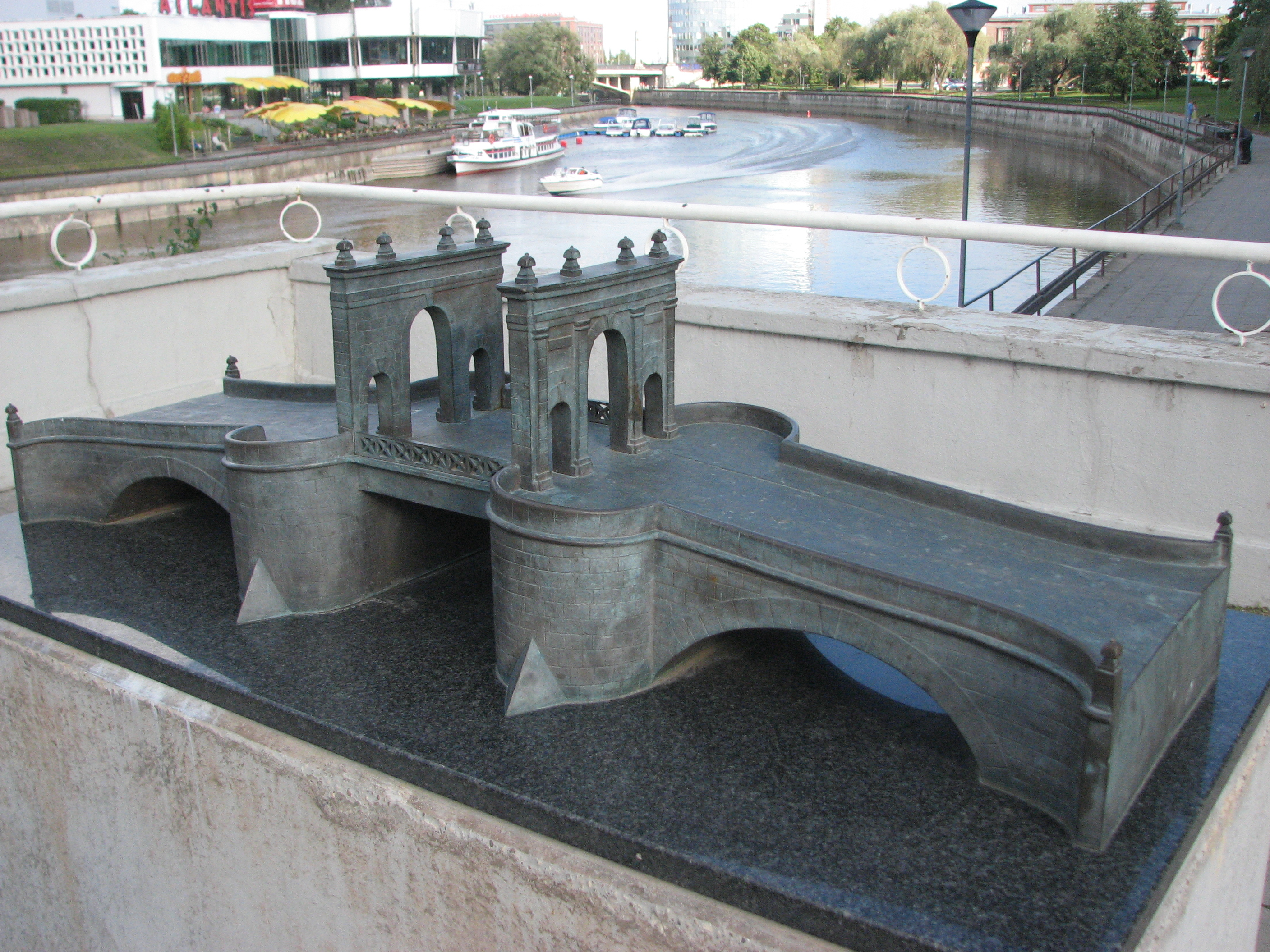
Bronzemodell der Steinbrücke Kivisild Tartus. 2007

Tiiu Kirsipuu (* 29. Oktober 1957 in Tartu, Estnische SSR) ist eine estnische Hochschullehrerin und Bildhauerin.

## Ausbildung
Tiiu Kirsipuu besuchte von 1965 bis 1975 die 2. Sekundarschule Miina Härma in Tartu und von 1975 bis 1976 die 46. Sekundarschule in Tallinn. 1983 schloss sie ihr Studium an der Estnischen Kunstakademie mit Schwerpunkt Bildhauerei ab.

## Ihr künstlerischer Weg
In den Jahren 1983–1987 leitete sie eine Bildhauerklasse in „Nõmme Pioneeride Maja“. Seitdem ist sie Mitglied des Estnischen Künstlerverbandes und gehört auch dem Verband der Estnischen Bildhauer an.
Von 1987 bis 1993 arbeitete sie als freischaffende Künstlerin. 1993–2003 lehrte Tiiu Kirsipuu als Dozentin in der Bildhauerabteilung an der Estnischen Kunstakademie und war 2003–2019 Außerordentliche Professorin für Bildhauerei an der Universität Tallinn
Seit 2019 arbeitet sie wieder als freischaffende Künstlerin in Tallinn.

### Auswahl von Werken
- „The two Wildes“ Skulptur 1999, Bronze, Granit in Tartu[2]
- Denkmal 100-Jahre Estnische Nationaloper in Tallinn 2006
- Monument für Johan Skytte (1577–1645), schwedischer Politiker der Universität Uppsala. 2007 vor dem Universitätsmuseum Tartu[3]
- 2007 Steinbrücke „Kivisild-Tartu“, im Zweiten Weltkrieg zerstört[4]
- „Ewiger Student Juulius“ Bronzeskulptur 2008, in Tallinn
- 2011 Büste von Sir Sean Connery[5]
- 2015 Porträtskulptur von Hardi Volmer
- 2022 Restauratorin in Tallinn[6]

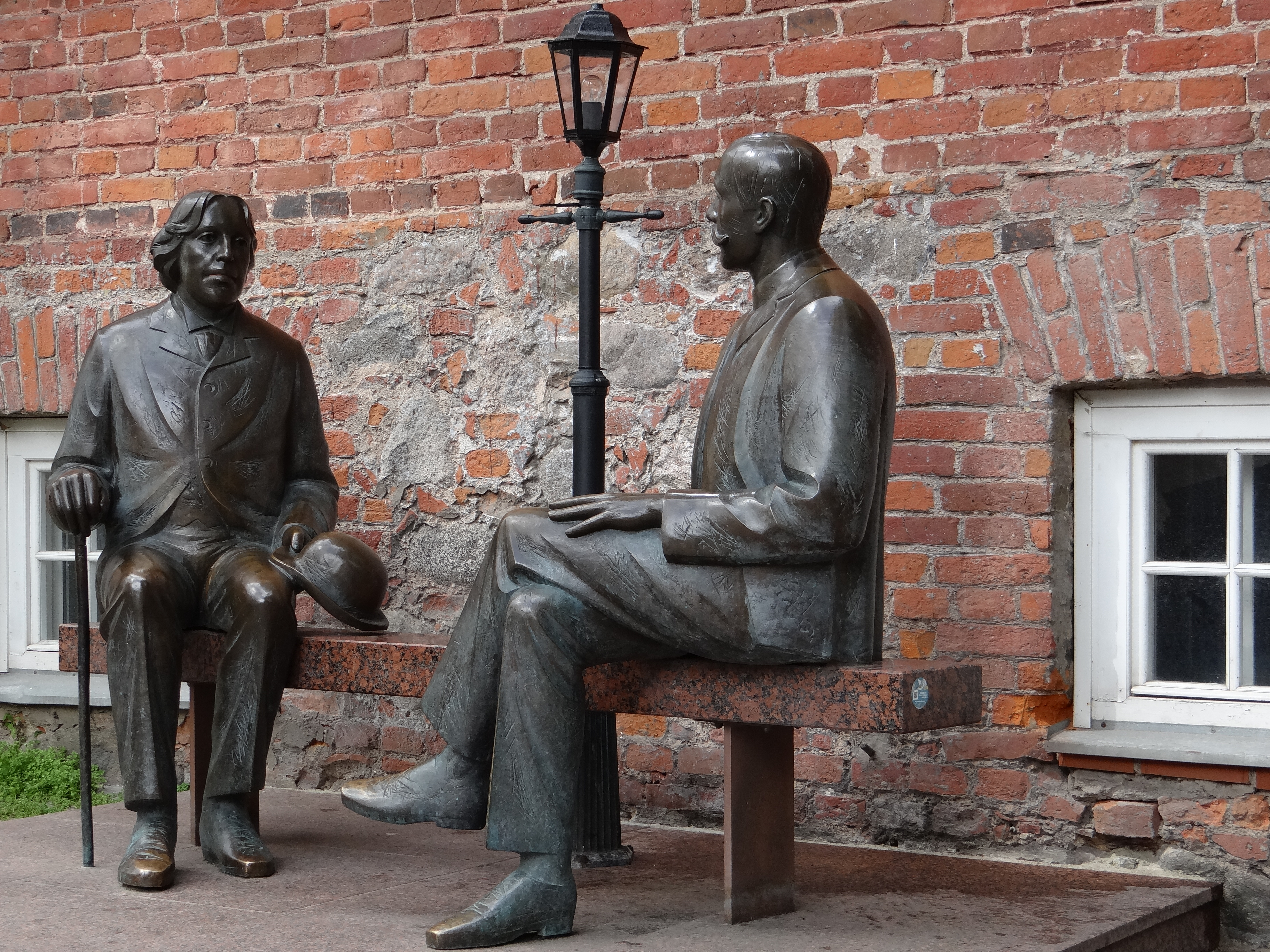
Oscar Wilde und Eduard Vilde, Tartu 1999
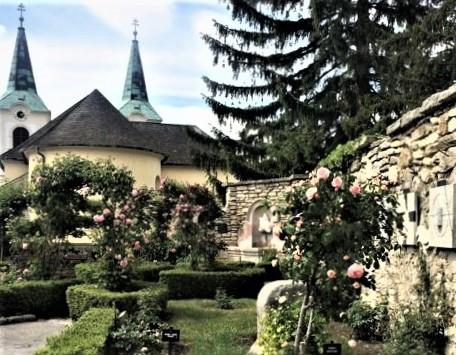
Europa-Wand Kaisersteinbruch, 1. rechts Estland
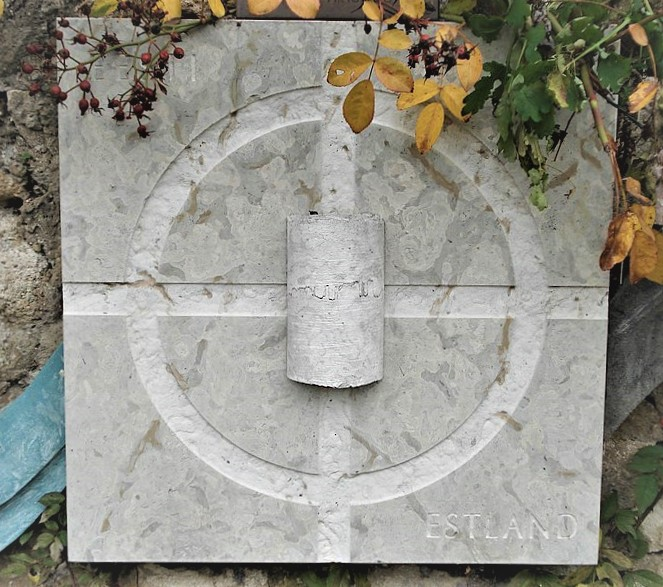
Länderplatte Estland 2002
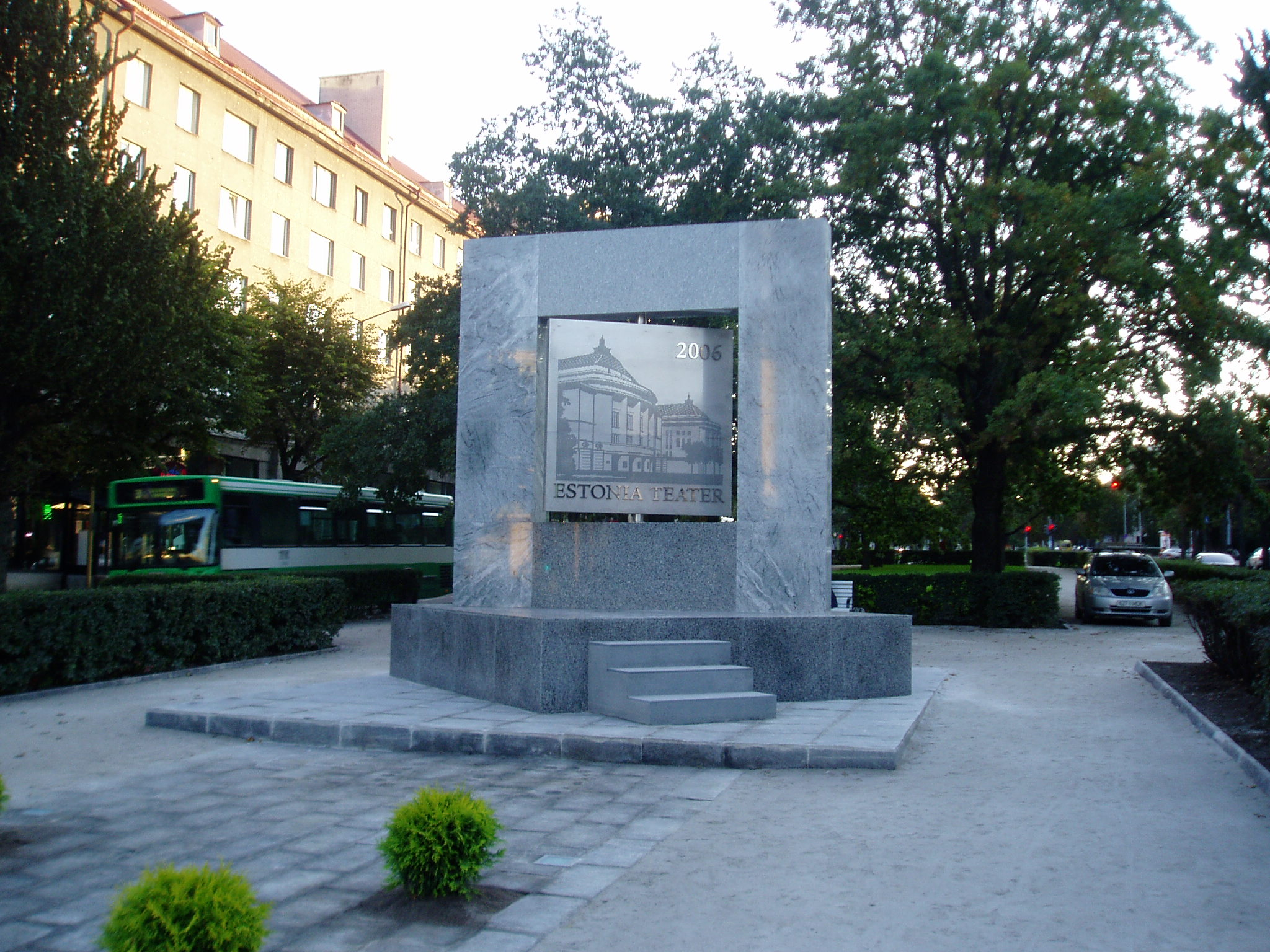
100 Jahre Estnische Nationaloper, Denkmal 2006
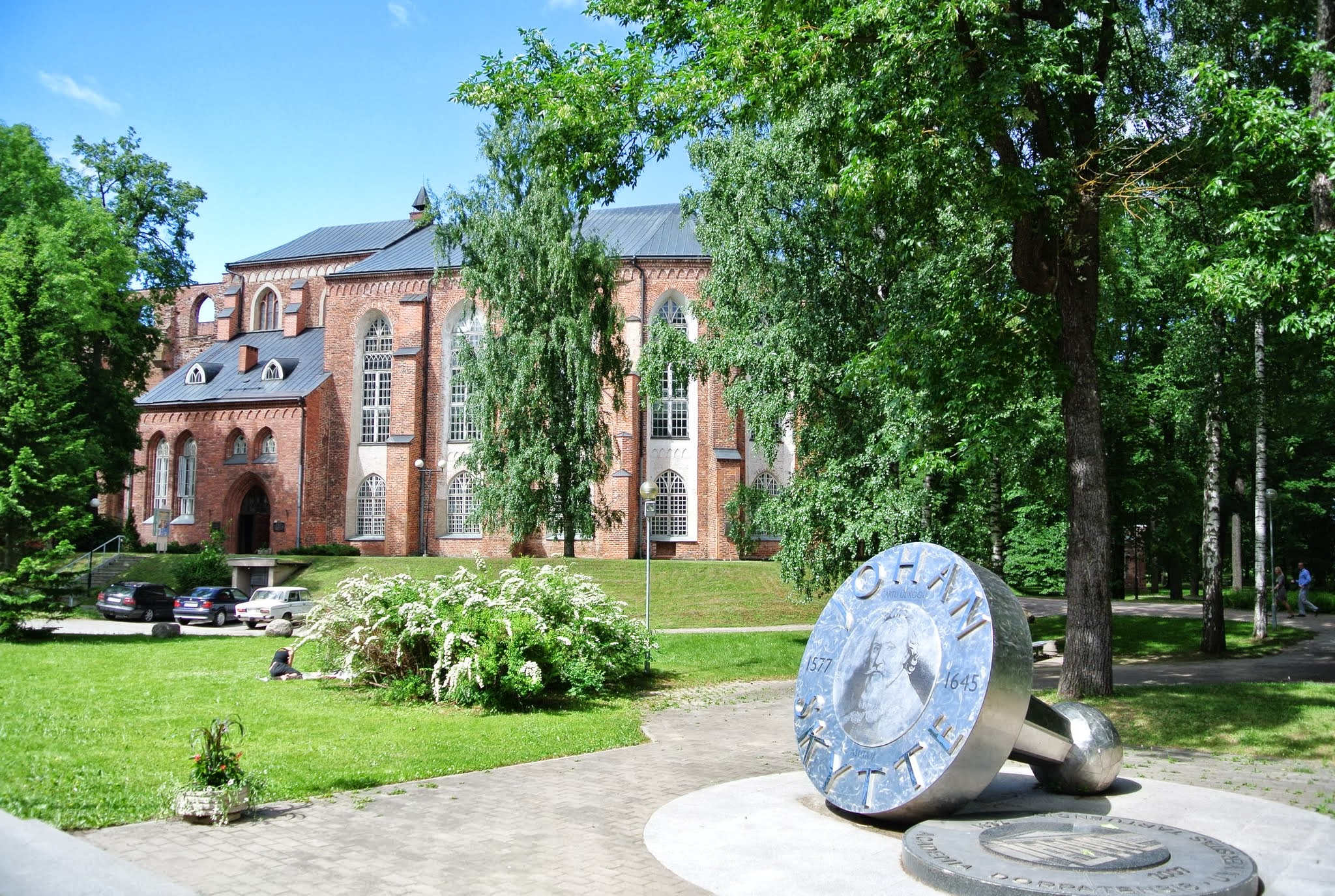
Denkmal Johan Skytte 2007
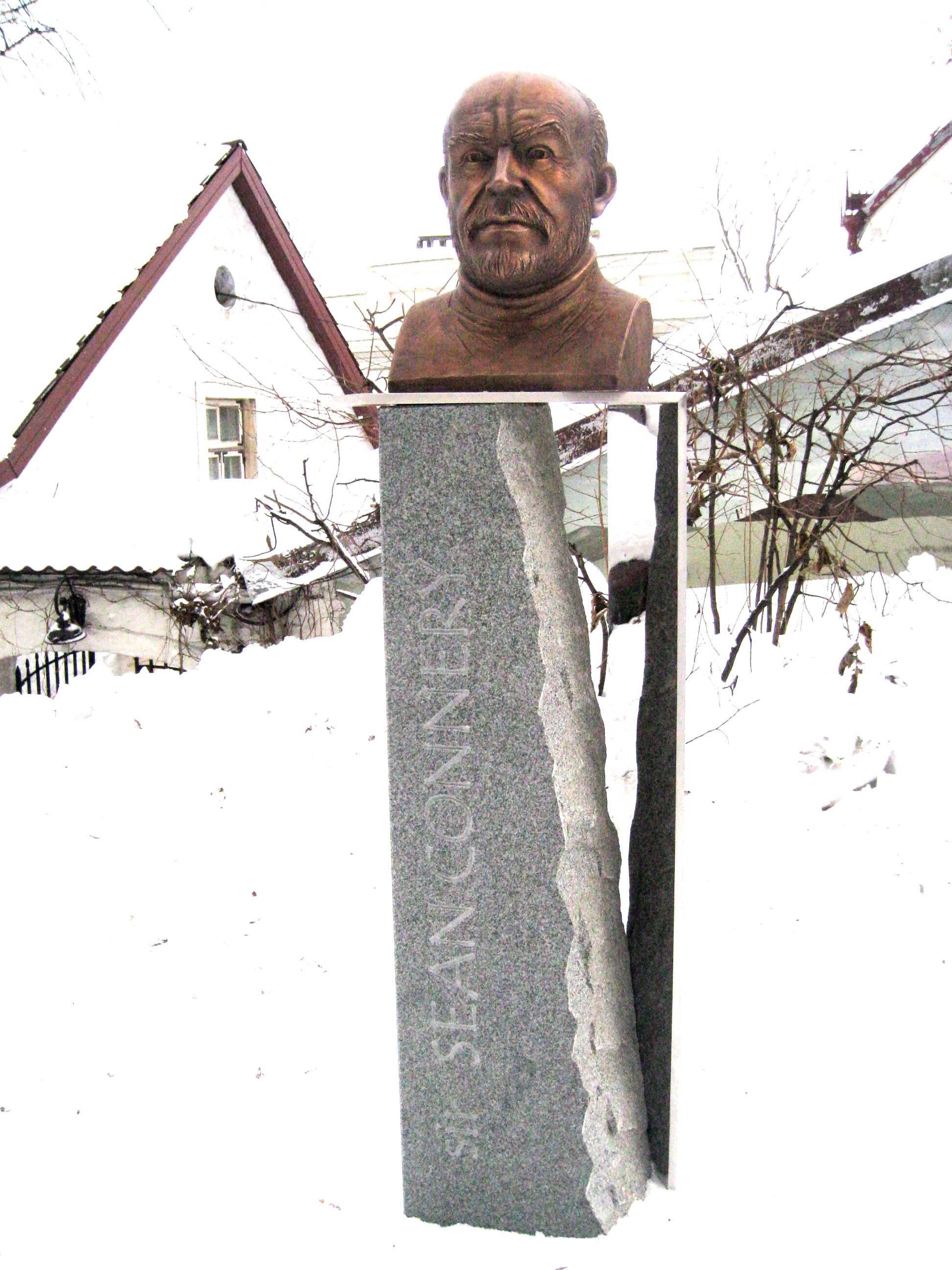
Bronzebüste Sean Connery 2011
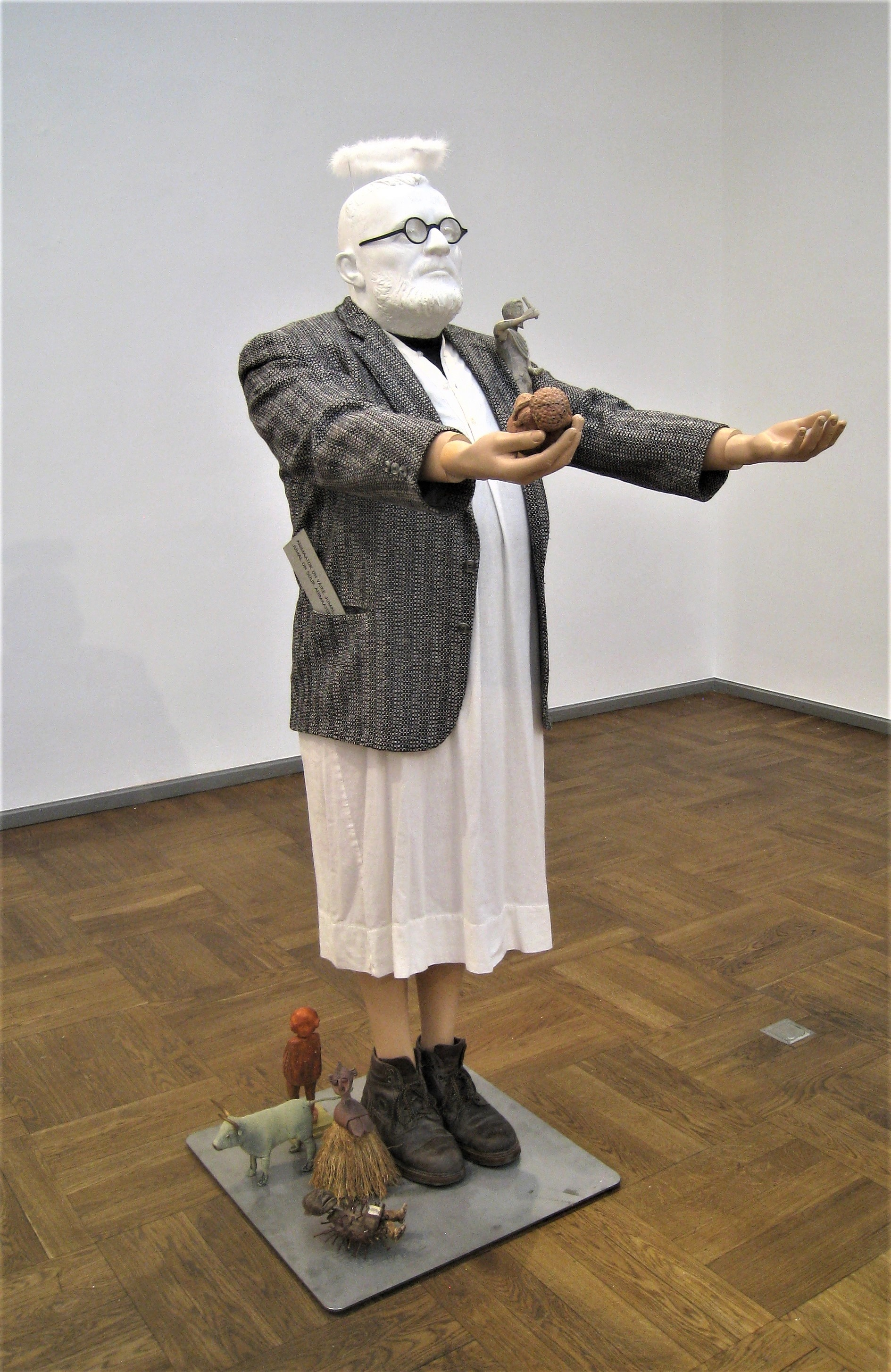
H. Volmer – Animator 2015

### Teilnahme an Symposien
- 2002 Europa-Symposium Kaisersteinbruch im Burgenland, geladen waren Tiiu Kirsipuu, Estland und Stefan Ljutakov, Bulgarien.[8]
- 2004 Int. Bildhauersymposium in Lappland, Karl Manfred Rennertz[9]

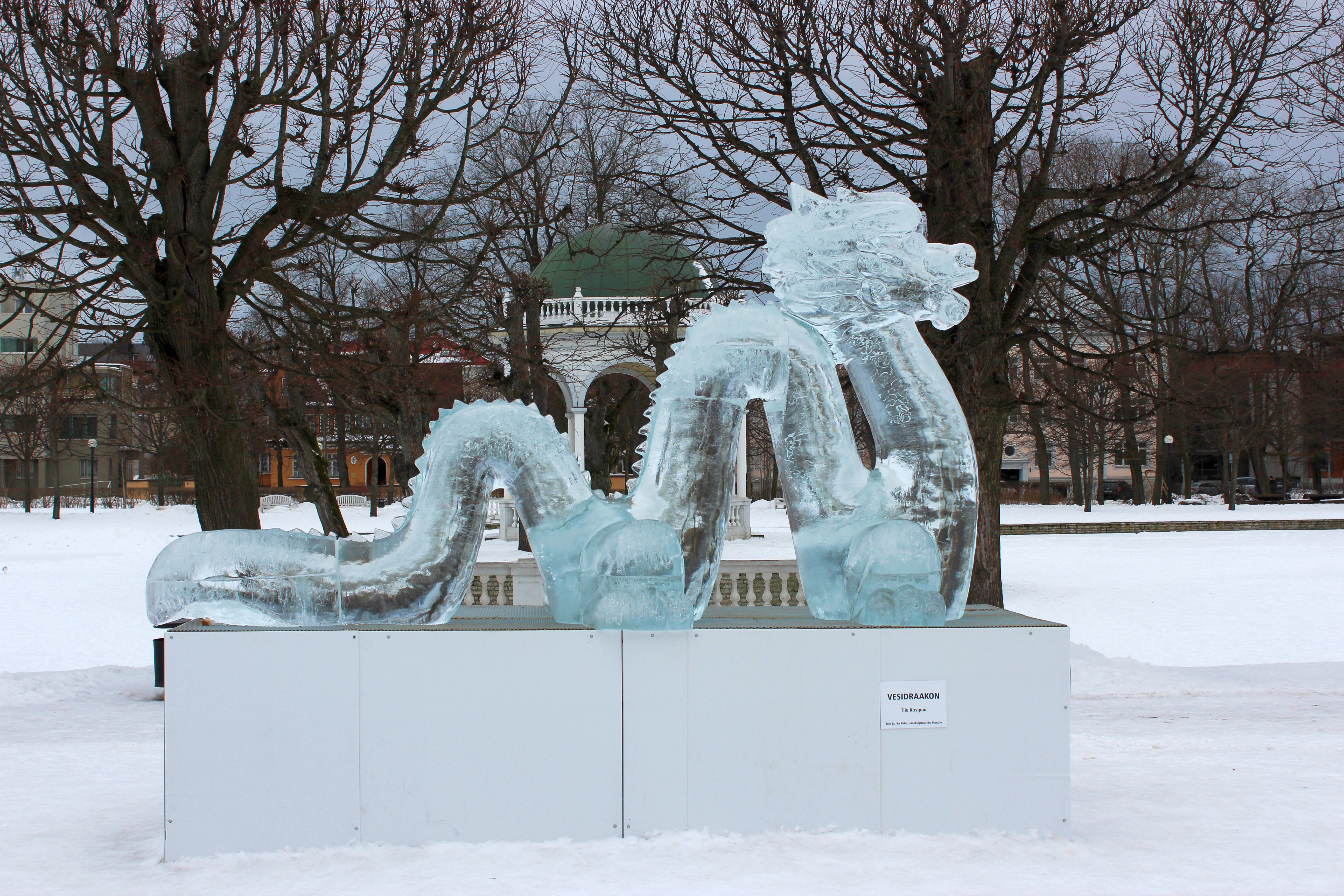
Wasserdrache 2012

Kirsipuu nahm an internationalen Bildhauersymposien und -wettbewerben teil, gestaltete aus Schnee und Eis Skulpturen. Zu ihrem Werkrepertoire zählen auch Gedenktafeln, Auszeichnungen und Gedenkskulpturen.
- Kirsipuu war die Organisatorin des Sagad International Tree Sculpture Symposium.

### Ausstellungen
- Installation: Warten auf den Frühling
- Kunstpräsentation Kurator Rolf Laven
- Universität Tallinn 2017 Tiiu Kirsipuu „My Varanasi. Farben“.[10]

Sie hatte Einzel- und Gruppenausstellungen in Estland, Finnland, Deutschland, Holland, Frankreich, Österreich, Belgien, China, Russland und Südkorea.

## Auszeichnungen
- 2012 wurde der Film „Tiiu Kirsipuu. Code of Success“ von Rein Raamat fertiggestellt.[11]
- Nationale Auszeichnung vom Präsidenten 2019 Ao. Professorin Tiiu Kirsipuu[12]